# Kapelusz Hardee'ego

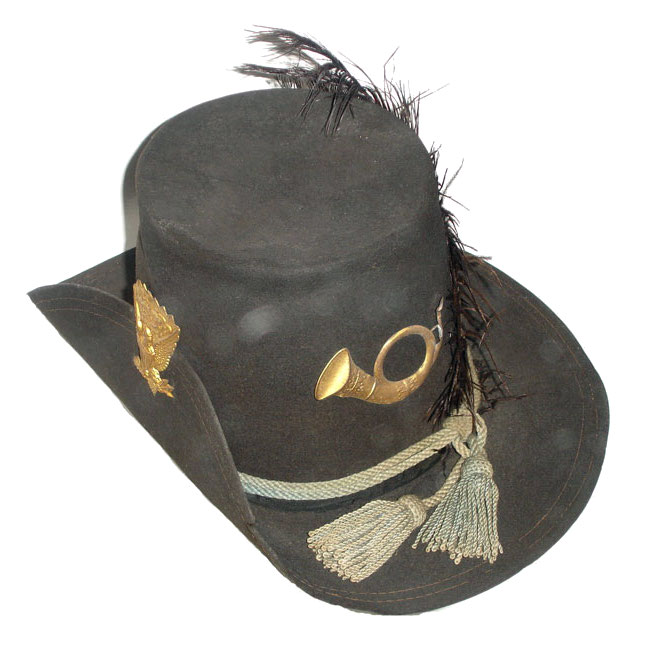
Hardee hat – rondo podpięte z prawej strony oznaczające kawalerzystę.

Kapelusz Hardee'ego, a właściwie Model 1858 Dress Hat (noszący również miano Jeff Davis) – rodzaj kapelusza polowego, będącego na umundurowaniu Armii Unii podczas wojny secesyjnej w Stanach Zjednoczonych.
Kapelusz Hardee'ego noszony był również przez żołnierzy Konfederacji. Jednakże większość żołnierzy preferowała kepi i kapelusze o szerokim rondzie (slouch hat), ze względu na to, że w kapeluszach Hardee'ego filc wyłożony od środka bardzo szybko się nagrzewał. W zależności od rodzaju służby kapelusz posiadał następujące oznakowania: błękitny otok piechota, szkarłatny artyleria i złoty kawaleria. Rondo podpięte mosiężną odznaką z lewej strony oznaczało żołnierza piechoty, zaś z prawej – żołnierza-artylerzystę lub kawalerzystę.
Najprawdopodobniej kapelusz otrzymał nazwę po jednym z generałów armii konfederackiej – Williamie J. Hardee'm.